# Nyelv
Nyelv (nordsamiska: Ođđajohka, kvänska: Uusijoki) är en by i Nesseby kommun i Finnmark fylke i norra Norge. Byn ligger vid Europaväg 6, på södra sidan av Varangerfjorden.